# رافع الرفاعي
رافع طه الرفاعي العاني (4 شباط 1959 - ) عالم دين عراقي، عُيّنَ مفتياً للديار العراقية، ولدفي قضاء الفلوجة بمحافظة الأنبار من عائلة دينية معروفة، عُين مفتي للديار العراقية بعد وفاة الشيخ جمال عبد الكريم الدبان، حاصل على الدكتوراة في الشريعة، ويرتبط بعلاقات بأغلب العلماء العراقيين، وله العديد من المؤلفات والكتب.

## المناصب التي تولاها
- تولى مهمة الإمامة والخطابة من سنة 1978-2005م.
- شغل منصب مدير المركز ألإقرائي العراقي للقرآن الكريم سنة 1994-1995م.
- عمل عضواً في هيئة الرأي في وزارة الأوقاف والشؤون الدينية كخبير فقهي من سنة 2001-2003.
- عمل رئيساً لدار الإفتاء في بغداد الرصافة منذ تأسيسه في عام 2001م.
- عمل رئيساً للجنة الإفتاء في الأمانة العليا للإفتاء ونائب للأمين العام فيها إلى سنة 2007.
- أُنتخب مفتياً للديار العراقية بعد وفاة الشيخ جمال عبد الكريم الدبان ويشغل هذا المنصب حالياً منذ 2007.

## النشاطات العلمية
- شارك في كثير من الندوات والمؤتمرات العلمية داخل العراق وخارجه.
- أُوفد إلى جمهورية مصر العربية رئيساً للوفد المشارك في مسابقة القرآن الكريم في سنة 1996.
- أوفد إلى دولة الإمارات العربية لإلقاء محاضرات في العلوم الإسلامية في شهر رمضان المبارك في سنة 1422هـ.
- أوفد إلى الديار المقدسة عضواً في لجنة الإفتاء لسنوات عدة.
- ألقى الكثير من القصائد في عدة مناسبات.

## آثاره العلمية
له العديد من الكتب والمصنفات منها :
- الأمر عند الأصوليين وهي رسالة قدمت إلى كلية العلوم الإسلامية حاز بها شهادة الماجستير بدرجة امتياز.
- الصلة بين أصول الفقه الإسلامي وعلم المنطق وهي رسالة حاز بها شهادة الدكتوراه بتقدير امتياز.
- طرق الإثبات في الفقه الإسلامي.
- العارض الفائض في علم الفرائض.
- إتحاف الأقران في الكشف عن مبهمات القرآن.
- محاضرات في أصول الفقه الإسلامي.
- محاضرات في فقه السنة.
- محاضرات في الفقه المقارن.
- منظومة في أصول التلاوة عند القراء السبعة.
- محاضرات في علم المنطق.
- منظومة المقولات العشر ولها شرح واف للمترجم نفسه.
- مجموعة فتاوى.
- ديوان شعر.

## فتره ما بعد الغزو الأمريكي
أصدر مفتي العراق، رافع الرفاعي، المعروف بمواقفه المتشددة ضد المليشيات الشيعية، بيانا أعلن فيه تأييده لمواقف شيخ الأزهر الذي ندد بما وصفها بـ«المجازر» بحق السنة على يد تلك المليشيات، مطالبا الهيئات الدولية والعالم بالتدخل.